# Załąki Wielkie
Załąki Wielkie (do 1945 niem. Gross Hühnerberg) – obecnie uroczysko, nieistniejąca osada rolna położona w Polsce, w województwie zachodniopomorskim, w powiecie goleniowskim, w gminie Goleniów.
Położona na lewym brzegu rzeki Iny osada założona została w 1777 roku na wydzierżawionych terenach należących do Szczecina i Goleniowa. W 1939 roku liczyła 8 mieszkańców. W miejscowości znajdowała się leśniczówka.
Polską nazwę Załąki Wielkie ustalono urzędowo rozporządzeniem Ministrów Administracji Publicznej i Ziem Odzyskanych z dnia 1 czerwca 1948 roku.
Nazwa w formie Wielkie Załąki jako uroczysko-dawna miejscowość występuje w zestawieniu obiektów fizjograficznych PRNG.